# Río Sardinilla
El río Sardinilla es un río del sur de la península ibérica perteneciente a la cuenca hidrográfica del Guadalquivir, que discurre por el noroeste de la provincia de Jaén (España). 

## Curso
El Sardinilla nace en Sierra Morena, donde confluyen los arroyos del Villar y del Reinoso, dentro del parque natural de la Sierra de Andújar. Realiza un recorrido de unos 21 km, primero en sentido norte-sur hasta el paraje de El Hornillo y seguidamente gira en dirección sureste hasta su desembocadura en el embalse del Encinarejo, donde confluye con el río Jándula, siempre dentro del término municipal de Andújar. 